# UEFA Super Cup 2024
De UEFA Super Cup 2024 was 49ste editie van de UEFA Super Cup, een jaarlijkse door de UEFA georganiseerde voetbalwedstrijd. De wedstrijd werd gespeeld tussen Real Madrid, als winnaar van de UEFA Champions League 2023/24, en Atalanta Bergamo, als winnaar van de UEFA Europa League 2023/24, op woensdag 14 augustus 2024 in het Nationaal Stadion in Warschau met Sandro Schärer als scheidsrechter. Real Madrid won met 2–0 dankzij doelpunten van Federico Valverde en Kylian Mbappé, waarmee het de titel overnam van Manchester City en de eerste club werd die de UEFA Super Cup zes keer won.

## Organisatie
Op 26 september 2023 werd door de UEFA in Limasol besloten om de UEFA Super Cup 2024 te laten spelen in het Nationaal Stadion in Warschau. In het stadion werd eerder de UEFA Europa Leaguefinale van 2015 en vijf wedstrijden op het EK 2012 gespeeld. Nooit eerder werd de UEFA Super Cup in Polen gespeeld.
De UEFA stelde op 26 juli 2024 de Zwitser Sandro Schärer aan als scheidsrechter voor de wedstrijd. Hij was nooit eerder betrokken bij een continentale finale. Schärer werd geassisteerd door landgenoten Stéphane De Almeida en Jonas Erni als assistent-scheidsrechters en de Oekraïner Mykola Balakin als vierde official. De Duitser Bastian Dankert werd aangesteld als videoscheidsrechter, gesteund door zijn landgenoot Christian Dingert en de Zwitser Fedayi San.

## Voorgeschiedenis
Real Madrid plaatste zich voor de UEFA Super Cup door de UEFA Champions Leaguefinale van 2024 met 0–2 te winnen van Borussia Dortmund. Atalanta Bergamo kwalificeerde zich voor de UEFA Super Cup met een 3–0 overwinning tegen Bayer Leverkusen in de UEFA Europa Leaguefinale van 2024. Real Madrid nam acht keer eerder deel aan de UEFA Super Cup: het won in 2002, 2014, 2016, 2017 en 2022 en verloor in 1998, 2000 en 2018. Atalanta Bergamo nam nooit eerder deel aan de UEFA Super Cup. Spaanse clubs in totaal wonnen 16 eerdere edities van de UEFA Super Cup en verloren er 15, terwijl Italiaanse clubs in totaal 9 eerdere edities wonnen en er 4 verloren. Drie keer eerder werd de UEFA Super Cup gespeeld tussen een Spaanse en een Italiaanse club; de Italiaanse club won in 1989 en 2007 en de Spaanse club won in 2010. Real Madrid-trainer Carlo Ancelotti trainde vier keer eerder zijn team in de UEFA Super Cup, waarna hij telkens zegevierde; AC Milan in 2003 en 2007 en Real Madrid in 2014 en 2022. Bovendien won hij als speler van AC Milan de UEFA Super Cup in 1990. Atalanta Bergamo-trainer Gian Piero Gasperini stond nooit eerder in de UEFA Super Cup.

## Wedstrijd

### Verloop
In de eerste helft wist Atalanta Bergamo Real Madrid te verdedigen en kreeg het zelf mogelijkheden. Doelpogingen van Marten de Roon en Rodrygo eindigden in de eerste helft op de lat. Na de rust redde Thibaut Courtois een kopbal van Mario Pašalić. In de 59ste minuut tikte Federico Valverde het openingsdoelpunt binnen op aangeven van Vinícius Júnior. De score werd negen minuten later verdubbeld door Kylian Mbappé na een pass van Jude Bellingham. Mbappé debuteerde voor Real Madrid, terwijl Ben Godfrey, Alberto Manzoni en Mateo Retegui hun eerste wedstrijd speelden voor Atalanta Bergamo.

### Details
|                                |                         |               |                  | |
| 14 augustus 2024 21:00 (UTC+2) | Real Madrid             | 2 – 0 (0 – 0) | Atalanta Bergamo | Stadion: Nationaal Stadion, Warschau Scheidsrechter: Sandro Schärer Assistenten: Stéphane De Almeida Assistenten: Jonas Erni Vierde official: Mykola Balakin Video-assistent: Bastian Dankert AVAR 1: Fedayi San AVAR 2: Christian Dingert |
| 14 augustus 2024 21:00 (UTC+2) | Valverde 59' Mbappé 68' | Verslag       |                  | Stadion: Nationaal Stadion, Warschau Scheidsrechter: Sandro Schärer Assistenten: Stéphane De Almeida Assistenten: Jonas Erni Vierde official: Mykola Balakin Video-assistent: Bastian Dankert AVAR 1: Fedayi San AVAR 2: Christian Dingert |
| 14 augustus 2024 21:00 (UTC+2) |                         |               |                  | Stadion: Nationaal Stadion, Warschau Scheidsrechter: Sandro Schärer Assistenten: Stéphane De Almeida Assistenten: Jonas Erni Vierde official: Mykola Balakin Video-assistent: Bastian Dankert AVAR 1: Fedayi San AVAR 2: Christian Dingert |
| 14 augustus 2024 21:00 (UTC+2) |                         |               |                  | Stadion: Nationaal Stadion, Warschau Scheidsrechter: Sandro Schärer Assistenten: Stéphane De Almeida Assistenten: Jonas Erni Vierde official: Mykola Balakin Video-assistent: Bastian Dankert AVAR 1: Fedayi San AVAR 2: Christian Dingert |
|                                |                         |               |                  | |

| Real Madrid | Atalanta Bergamo |

| DM              | 01 | Thibaut Courtois    |            |
| RA              | 02 | Dani Carvajal       | 88'        |
| CV              | 03 | Éder Militão        |            |
| CV              | 22 | Antonio Rüdiger     |            |
| LA              | 23 | Ferland Mendy       |            |
| CM              | 08 | Federico Valverde   |            |
| CM              | 14 | Aurélien Tchouaméni |            |
| RB              | 11 | Rodrygo             | 67'        |
| AM              | 05 | Jude Bellingham     | 35' 88'    |
| LB              | 07 | Vinícius Júnior     | 42' 88'    |
| SP              | 09 | Kylian Mbappé       | 83'        |
| Wisselspelers:  |    |                     |            |
| DM              | 13 | Andrij Loenin       |            |
| DM              | 26 | Fran González       |            |
| VD              | 17 | Lucas Vázquez       | 88'        |
| VD              | 18 | Jesús Vallejo       |            |
| VD              | 20 | Fran García         |            |
| VD              | 31 | Pablo Ramón         |            |
| MV              | 06 | Eduardo Camavinga   |            |
| MV              | 10 | Luka Modrić         | 76' ( 76') |
| MV              | 15 | Arda Güler          | 88'        |
| MV              | 19 | Dani Ceballos       | 88'        |
| AV              | 16 | Endrick             |            |
| AV              | 21 | Brahim Díaz         | 83'        |
| Coach:          |    |                     |            |
| Carlo Ancelotti |    |                     |            |

| DM                   | 01 | Juan Musso           |     |
| CV                   | 19 | Berat Djimsiti       | 64' |
| CV                   | 04 | Isak Hien            | 90' |
| CV                   | 23 | Sead Kolašinac       | 71' |
| RM                   | 77 | Davide Zappacosta    | 62' |
| CM                   | 15 | Marten de Roon       |     |
| CM                   | 13 | Éderson              | 9'  |
| LM                   | 22 | Matteo Ruggeri       |     |
| AM                   | 08 | Mario Pašalić        | 90' |
| SP                   | 11 | Ademola Lookman      |     |
| SP                   | 17 | Charles De Ketelaere | 62' |
| Wisselspelers:       |    |                      |     |
| DM                   | 29 | Marco Carnesecchi    |     |
| DM                   | 31 | Francesco Rossi      |     |
| VD                   | 05 | Ben Godfrey          | 62' |
| VD                   | 20 | Mitchel Bakker       | 71' |
| VD                   | 27 | Marco Palestra       | 90' |
| VD                   | 40 | Pietro Comi          |     |
| VD                   | 41 | Pietro Tornaghi      |     |
| MV                   | 06 | Ibrahim Sulemana     |     |
| MV                   | 25 | Federico Cassa       |     |
| MV                   | 44 | Alberto Manzoni      | 90' |
| AV                   | 32 | Mateo Retegui        | 62' |
| AV                   | 45 | Dominic Vavassori    |     |
| Coach:               |    |                      |     |
| Gian Piero Gasperini |    |                      |     |

### Statistieken
|                         | Real Madrid | Atalanta Bergamo |
| ----------------------- | ----------- | ---------------- |
| Doelpunten              | 2           | 0                |
| Gele kaarten            | 2           | 2                |
| Rode kaarten            | 0           | 0                |
| Wissels                 | 5           | 5                |
| Doelpogingen op doel    | 5           | 1                |
| Doelpogingen naast doel | 4           | 5                |
| Gemaakte overtredingen  | 12          | 19               |
| Hoekschoppen            | 5           | 2                |
| Geslaagde passes        | 485         | 443              |
| Passnauwkeurigheid (%)  | 89          | 86               |
| Balbezit (%)            | 53          | 47               |

## Nasleep
Real Madrid werd met de overwinning de eerste club die de UEFA Super Cup minstens zes keer won, terwijl Atalanta Bergamo de 28ste club, en de vierde Italiaanse club, werd die ooit de UEFA Super Cup verloor. Carlo Ancelotti werd de eerste trainer die de prijs vijf keer won en de eerste trainer die de prijs drie keer won met één club. Carvajal en Luka Modrić werden de eerste spelers die zes keer speelden om de UEFA Super Cup en de eerste spelers die de prijs vijf keer wonnen. Jude Bellingham werd benoemd tot Speler van de Wedstrijd door de UEFA, omdat hij "in de tweede helft zijn team naar voren dreef en goed leiderschap toonde".
1972 · 1973 · 1974 · 1975 · 1976 · 1977 · 1978 · 1979 · 1980 · 1981 · 1982 · 1983 · 1984 · 1985 · 1986 · 1987 · 1988 · 1989 · 1990 · 1991 · 1992 · 1993 · 1994 · 1995 · 1996 · 1997 · 1998 · 1999 · 2000 · 2001 · 2002 · 2003 · 2004 · 2005 · 2006 · 2007 · 2008 · 2009 · 2010 · 2011 · 2012 · 2013 · 2014 · 2015 · 2016 · 2017 · 2018 · 2019 · 2020 · 2021 · 2022 · 2023 · 2024